# 83運動
83運動（はちさんうんどう）は、地域の住民で行う防犯活動の一つ。午前8時と午後3時に学校へ登下校する子供を犯罪や交通事故に遭遇することを未然に防止する為に行われる。なお、「83運動」は防犯活動の中でも能動的防犯に分類される。

## 概略
最近、子供を標的とした犯罪の増加に対する不安が子供たちの保護者を中心に広がっている。「83運動」はいわばそうした世相を背景にして生まれた防犯活動である。

もともと、地域での犯罪や交通事故を防止する為の運動は存在したが、そういった運動に対する具体的且つ統一的な呼称が存在しなかった。「83運動」はそうした運動に与えられた呼称である。

「83運動」という名前は2005年に東京都品川区の「品川区PTA連合会」の防犯活動の中で生まれたもの。この運動に、「おやじの会」（子供の父親によって結成された地域組織）の全国組織である「おやじ日本」（現在の会長は元東京都副知事・警察庁生活安全局長の竹花豊）が注目。2006年の春頃から、体感治安といった形での犯罪不安が高まる中での有効な防犯活動の一つとして全国展開を目指している。現在は、主にPTAや町内会、地域の学校等の地域組織主導で活動を実施しているところが多い。

## 83運動の長所と短所
「83運動」にも“長所”と“短所”は存在する。ここでは、双方を紹介する。

### 83運動の長所
- 子供の登下校の時間帯に地域の住民や子供たちの保護者が散歩や買い物の中で無理なくこなせる防犯活動である。
- 「83運動」によって従来は疎遠だった地域の住民の間での交流や交際が広がり地域に一体感を与える。
- こうした活動によって結果的には子供に対する犯罪の被害や交通事故を減少させることができる。

### 83運動の短所
- 運動が一時的には盛り上がるが継続的に行うことが難しい。
- 防犯活動によって本当に犯罪が減少するのかという点にまだまだ疑問が残るところが多い。